# Stemma dell'Ecuador
Lo stemma dell'Ecuador è stato creato dal congresso nell'anno 1900, durante la presidenza del generale Eloy Alfaro.

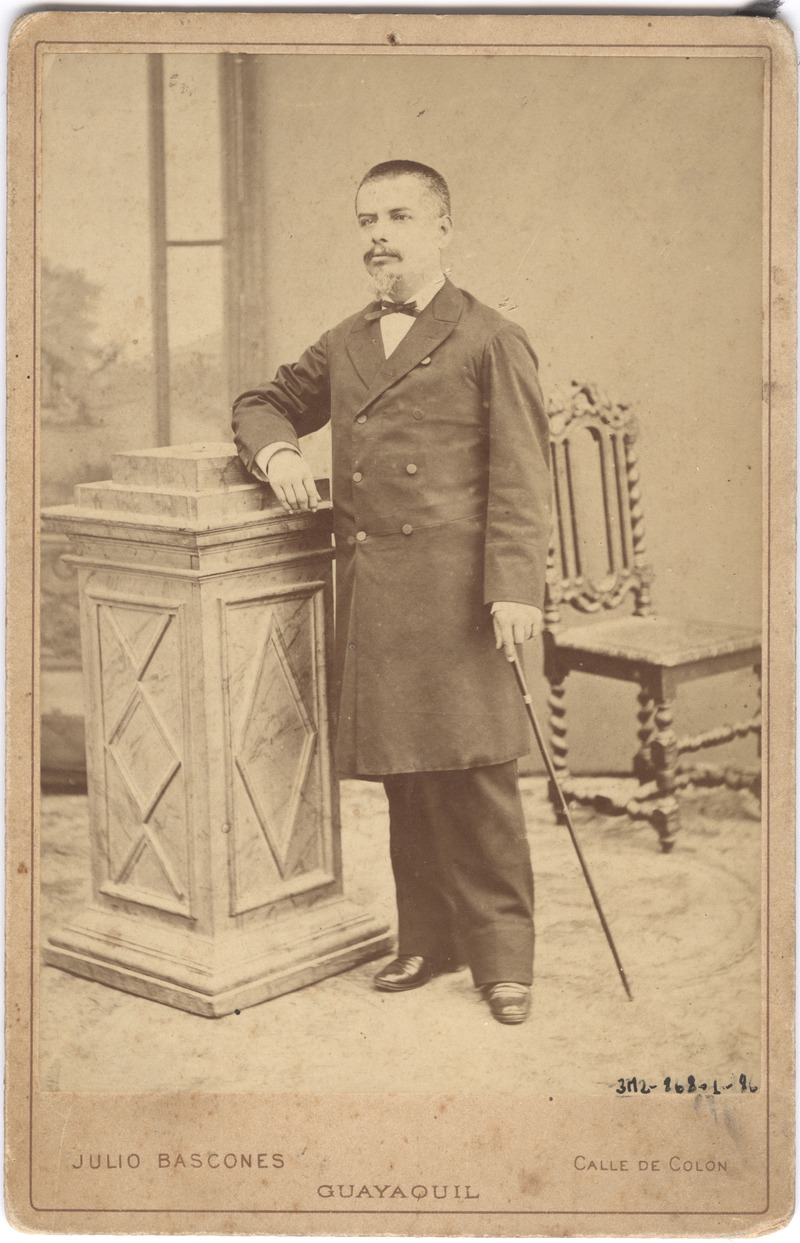
Eloy Alfaro

## Descrizione
È uno scudo ovale. Nella parte interna superiore appare una rappresentazione del sole, in mezzo ad alcuni segni zodiacali che sono l'ariete, il toro, i gemelli e il cancro. Questi segni corrispondono rispettivamente ai mesi storici di marzo, aprile, maggio e giugno, durante i quali si svolse la lotta tra gli ecuadoriani e il generale Juan José Flores che manteneva con la forza il potere.
Nella parte inferiore, tagliando l'orizzonte, si erge il Chimborazo, la montagna più alta delle Ande ecuadoriane, sotto il cielo blu. Dalle nevi del Chimborazo nasce il fiume Guayas che simboleggia la fratellanza di tutti gli ecuadoriani.
Un battello a vapore solca la parte larga del fiume. È un'allusione alla prima nave a vapore costruita nella costa pacifica, nei cantieri navali di Guayaquil, nel 1831, e ha come albero un caduceo, simboleggiante la navigazione e il commercio.
Lo scudo è adagiato su un fascio di verghe con ascia consolare, emblema dell'autorità repubblicana. Quattro bandiere nazionali circondano lo scudo, e in mezzo a loro, spuntano due rami: uno è di palma e simboleggia la gloria, e l'altro è di alloro che rappresenta il trionfo.
Sopra lo scudo si erge il Condor, con le sue ali aperte pronto a scagliarsi sul nemico, che simboleggia il dominio, la grandezza e il valore degli ecuadoriani.

## Storia dello stemma dell'Ecuador
|  | STEMMA DEL 1820 Al momento della proclamazione dell'Indipendenza di Guayaquil, il 9 ottobre del 1820, lo stemma adottato dal movimento di indipendenza era formato da una stella a cinque punte su uno sfondo azzurro, circondato da due rami di lauro con in basso il motto: “Por Guayaquil Independiente”. Questa era, in realtà, lo stemma della provincia libera di Guayaquil e non dell'Ecuador propriamente detto. Adesso è lo stemma della città “Perla del Pacífico”, come viene detta Guayaquil. |
|  | STEMMA DEL 1821 Al momento in cui l'Ecuador entrò a far parte della Grande Colombia, il 29 maggio 1822, si adottò lo stemma colombiano approvato per legge. Dal 6 ottobre 1821 era composto da due cornucopie (corni dell'abbondanza) piene di frutti e fiori delle zone fredde, temperate e calde. Rappresenta la produzione e il clima, nella parte centrale è presente un fascio di lance attraversato da un arco e tre frecce con una cinta tricolore nella sua parte inferiore. |
|  | STEMMA DEL 1830 Al momento dello scioglimento della Grande Colombia l'Ecuador di proclamò sovrano e indipendente e l'assemblea costituente riunita a Riobamba il 27 settembre 1830 decretò che venisse usato da quel momento lo stemma della Colombia in campo azzurro-celeste con l'aggiunta di un sole equinoziale sopra la frase EL ECUADOR EN COLOMBIA. |
|  | STEMMA DEL 1843 La convenzione nazionale riunita a Quito il 18 giugno 1843, sotto la presidenza del Dr. Francisco de Marcos, decise di cambiare lo stemma della Repubblica. Proclamazione: sarà nella parte superiore rettangolare, nella parte inferiore curvo, l'interno si dividerà in tre sezioni con nella parte superiore sopra uno sfondo azzurro il sole sopra una sezione dello zodiaco. La parte centrale e inferiore suddivise a loro volta porteranno un cavallo, un libro, un vulcano e un fiume, con una nave, nella sua parte superiore dello stemma ci sarà un condor con le ali aperte sopra i due estremi dello stemma, sui due lati ci saranno bandiere tricolori e trofei. |
|  | STEMMA DEL 1845 La convenzione riunita a Cuenca dopo il trionfo del 6 marzo 1845 decretò il cambio dello stemma con il decreto del 6 novembre 1845. La creazione di questo stemma si pensa sia del poeta Dr. José Joaquín de Olmedo. È uno stemma ovale con sulla parte superiore un condor, con le ali aperte, sotto un sole, il Chimborazo e un'imbarcazione che naviga su un ampio fiume, nella parte inferiore un fascio consolare e ai lati le bandiere bicolori azzurre e bianche con sette stelle. |
|  | STEMMA DEL 1900 Infine, sotto la presidenza della Repubblica del Generale Eloy Alfaro, il Congreso Nacional del 1900 decise definitivamente i Simboli Nazionali. Negli articoli del decreto del 31 ottobre dello stesso anno, riporta le disposizioni del 1845, con l'unica modifica di usare il tricolore colombiano al posto della bandiera bicolore. Si mantenne quindi lo stemma creato da Olmedo, però con il cambio dei colori delle bandiere, decidendone la scrittura nel Registro Oficial Nº 1272 il 5 dicembre 1900. |
|  | |